# Vaugneray
Vaugneray är en kommun i departementet Rhône i regionen Auvergne-Rhône-Alpes i östra Frankrike. Kommunen ligger i kantonen Vaugneray som tillhör arrondissementet Lyon. År 2018 hade Vaugneray 5 623 invånare.

## Befolkningsutveckling
Antalet invånare i kommunen Vaugneray
| Referens: INSEE |